# Verfahren zur Mediumskennzeichnung
Im Rahmen des industriellen Kennzeichnens stehen zur Herstellung von Mediumskennzeichnungen wie auch von Direktkennzeichnungen unterschiedliche Verfahren zur Verfügung. Für Anwender ist dabei die Unterscheidung der einzelnen Verfahren nach Technik und Leistungsspektrum von Interesse.

## Mediumskennzeichnung
Hinsichtlich der Technik der Mediumskennzeichnung lassen sich die industriegängigen Verfahren in drei Gruppen einteilen:

• Eine Gruppe, zu der u. a. die mechanische Gravur  und die Lasergravur  gehören, bearbeitet die Oberfläche der Kennzeichnungsträger, um sie in ihrer Substanz mechanisch zu verändern (z. B. Spanabhebung, Reliefbildung).

• Eine zweite Gruppe, zu der Digitaldruckverfahren ebenso zählen wie Analogdruck, Plotten und Thermotransferdruck, ergänzt die Oberfläche durch den Auftrag von Druckzeichen.

• Bei der Laserbeschriftung  als dritter Variante geschieht die Oberflächenveränderung durch das sogenannte Anlassen oder durch das Verbrennen von Kohlenstoff. Auch das Aufschäumen von Kunststoff ist dabei eine gestaltgebende Option. 

## Technik und nutzbares Schildmaterial bei gängigen Verfahren

### CO2-Laser (Kohlendioxidlaser)
Für die Kennzeichnungsherstellung mittels Laser  kommen zwei Lasertypen zum Einsatz: Gas-Laser und Festkörper-Laser. Bei den Gas-Lasern sind es Kohlendioxidlaser (CO2-Laser), die für diesen Zweck genutzt werden. CO2-Laser eignen sich für die Kennzeichnung nichtmetallischer Materialien, vor allem für Kunststoffe und Folien.

### Eloxal-Unterdruck-Verfahren (Eloxal-Verfahren)
Beim Verfahren des digitalen Eloxal-Unterdrucks werden offenporig eloxierte Aluminiumplatten digital bedruckt und anschließend in einem Heißwasserbad verdichtet. Diesen Prozess nennt man „Sealbad“. Er führt zu einer hohen Kratz- und Chemikalien-Beständigkeit des Drucks. Dass dies nur mit dem Trägermaterial Aluminium funktioniert, verrät schon der Name „Eloxal“ als Kurzform von „elektroytische Oxidation von Aluminium“.

### Faser-Laser
Faser-Laser zählen zur Gruppe der Festkörperlaser. Sie eignen sich sehr gut für Metallgravuren und für kontrastreiche Kunststoffmarkierungen.

### Kristall-Laser (Festkörperlaser)
Wie die Faser-Laser, so zählen auch Kristall-Laser zu den Festkörperlasern. Für die Kennzeichnungsherstellung eingesetzte Kristall-Laser sind unter der Bezeichnung „Neodymlaser“ bekannt. Diese Laser sind diodengepumpt (früher via Blitzlampen oder Bogenlampen). Sie können für die Beschriftung von Metallen und Kunststoffen, teilweise auch für Keramik eingesetzt werden.

### Mechanische Gravur
Die mechanische Gravur ist ein spanabhebendes Verfahren. Ein geschliffener Fräser (auch Gravierstichel genannt) sitzt wie ein Bohrer in einer Spindel und wird von einem Motor angetrieben. Die Anwendung besteht in der Erzeugung von Gravuren/Reliefs bei Stempeln und Schildern. Auch der Anlagenbau kennt diese Technik. So zum Beispiel beim Dekupieren von Frontplatten, einer Art Formgebung. Die mechanische Gravur eignet sich für die Bearbeitung von festen Werkstoffen wie Metallen und festen Kunststoffen.

### Nadel- und Ritzmarkierer
Nadelmarkieren und Ritzmarkieren zählen zu den Einprägeverfahren und stellen eine technische Weiterentwicklung des traditionellen Schlagstempelverfahrens dar. Das Nadelmarkieren ermöglicht durch eine pneumatisch angetriebene, oszillierende Hartmetallnadel eine beständige Markierung auf einer Vielzahl von Metallen und Kunststoffen.
Beim Ritzmarkierer werden ebenfalls Hartmetallnadeln, aber auch Industriediamantnadeln eingesetzt. Auch damit sind Kunststoffe und Metalle zu bearbeiten. Im Bereich der Medienkennzeichnung wird das Nadelmarkieren und das Ritzmarkieren oft für die Herstellung von Typenschildern genutzt.

### PrintoLUX®-Verfahren
Das patentierte, seit 2008 verfügbare PrintoLUX®-Verfahren ist eine thermohärtende Variante des Digitaldrucks. Mit dem Verfahren lassen sich Metalle, Kunststoffe und Folien in industrietauglicher Beständigkeit digital bedrucken.

### Siebdruck
Neben dem Einsatz in der Industrie sind es vor allem die Bereiche „Textil“, „Verpackung“ und „Werbung“, in denen das Siebdruck-Verfahren seine Anwendung findet. Das große Anwendungsfeld verdankt sich unter anderen der Vielseitigkeit hinsichtlich des einsetzbaren Trägermaterials. Stoffe, Kunststoffe, Papier, Folie, Schichtstoffe, Glas, Keramik und Metalle eignen sich für die Applikation dieses Verfah-ren.

### Solvent-Druck
Beim Solvent-Druck wird mit lösungsmittelbasierten Tinten gedruckt. Beim Kontakt mit dem Schildmaterial weichen diese Tinten die Materialoberfläche im Druckbereich auf, um auf diese Weise gestalt-gebend in das Schildmaterial diffundieren zu können. Zumeist nutzt der Solvent-Druck Kunststoffe und Folien als Schildmaterialien. Im Maschinen- und Anlagenbau hat der Solvent-Druck vor allem für Schaltschrank-Kennzeichnungen Bedeutung.

### Stiftplotter (Plotter)
Stiftplotter wurden ursprünglich für den Druck von großformatigen Zeichnungen, Grafiken oder Skizzen konzipiert. Für die Kennzeichnungsherstellung werden Stiftplotter in der Regel mit Solvent-Tinten betrieben. Da industriell eingesetzte Kennzeichen immer mehr mit 2D-Codes versehen werden, Stiftplotter aber zum Druck solcher Codes nur beschränkt fähig sind, werden sie zunehmend von Tintenstrahldruckern ersetzt.

### Thermotransferdruck (Thermodruck)
Beim Druckvorgang wird mit Hitzeeinwirkung Farbstoff von einer Farbfolie, dem Farbband, auf das zu bedruckende Material übertragen. Trägermaterialien für dieses Verfahrens sind Papier, Folien und Textilien. Einige Thermotransferdrucker ermöglichen die Bedruckung von Kunststoffschildern, zum Beispiel für die Schaltschrankbeschriftung. Thermotransferdrucker werden häufig als Desktopdrucker oder als Industriedrucker hergestellt. Im Industrieeinsatz werden damit überwiegend Etiketten gedruckt.

### UV-Direktdruck
Das Verfahren des digitalen UV-Direktdrucks unterscheidet sich vom herkömmlichen Digitaldruck durch die andersartige Verbindung zwischen Trägermaterial und aufgebrachter Tinte. Bei herkömmlichen Digitaldruck-Verfahren dringt die Tinte in das Material ein und trocknet durch die Umgebungsluft oder durch thermische Härtung. Beim UV-Direktdruck dringt die Tinte nicht vollständig ein. Sie wird direkt nach dem Auftragen mit ultraviolettem (UV) Licht gehärtet. Diese spezielle Art des Druckens ermöglicht eine große Flexibilität bei der Auswahl der Trägermaterialien. Häufig kommen dabei Aluminiumverbundplatten, PVC-Hartschaumplatten oder Hohlkammerplatten zum Einsatz. Aber auch Metalle oder Holz lassen sich auf diese Weise bedrucken.